# Ivana Kekin
Ivana Kekin (ur. 24 stycznia 1984 w Zagrzebiu) – chorwacka polityczka i psychiatra, posłanka do Zgromadzenia Chorwackiego, kandydatka w wyborach prezydenckich.

## Życiorys
W 2008 ukończyła studia na wydziale medycznym Uniwersytetu w Zagrzebiu. Podjęła pracę w przedsiębiorstwie zajmującym się badaniami klinicznymi. Uzyskała specjalizację w zakresie psychiatrii, po czym zajęła się prowadzeniem psychoterapii grupowej i indywidualnej. Pracowała w szpitalu uniwersyteckim w Zagrzebiu, w 2018 obroniła pracę doktorską.
W 2016 dołączyła do Nowej Lewicy, w 2020 została przewodniczącą tej partii. W 2021 powołano ją na wiceprzewodniczącą zgromadzenia miejskiego w Zagrzebiu. W 2020 kandydowała do Zgromadzenia Chorwackiego z ramienia ugrupowania Možemo!; mandat deputowanej objęła w 2021 w miejsce Rady Borić. Z powodzeniem ubiegała się o poselską reelekcję w wyborach w 2024. W tym samym roku dzięki głosom preferencyjnym uzyskała też mandat posłanki do Parlamentu Europejskiego, jednak zrezygnowała z jego objęcia. Zainicjowała proces połączenia Nowej Lewicy z Možemo, co spowodowało odejście części członków ugrupowania.
W grudniu 2024 została zarejestrowana jako kandydatka Možemo! w wyborach prezydenckich w tym samym miesiącu. W pierwszej turze głosowania otrzymała 8,9%% głosów, zajmując czwarte miejsce wśród 8 kandydatów.

## Życie prywatne
Jej mężem został Mile Kekin (muzyk grupy Hladno pivo); ma dwoje dzieci.